# جان امیچی
جان امیچی (به انگلیسی: John Amaechi) (زاده ۱۹۷۰) از مشاهیر بسکتبال آمریکا است.